# Waterpoorten van Leuven

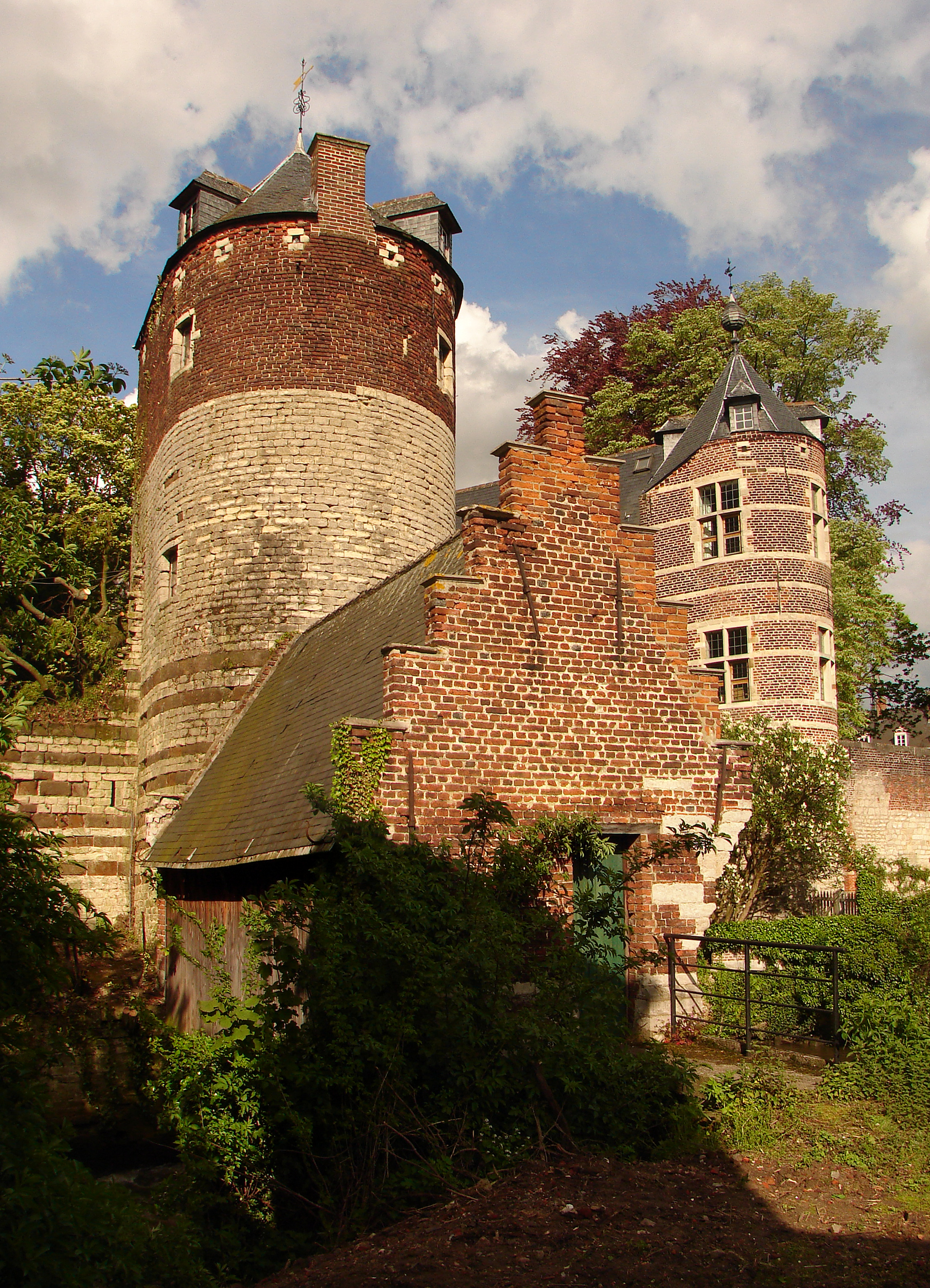
Links (linkeroever van de Dijle): de Justus Lipsiustoren. Rechts (rechteroever): de Janseniustoren.

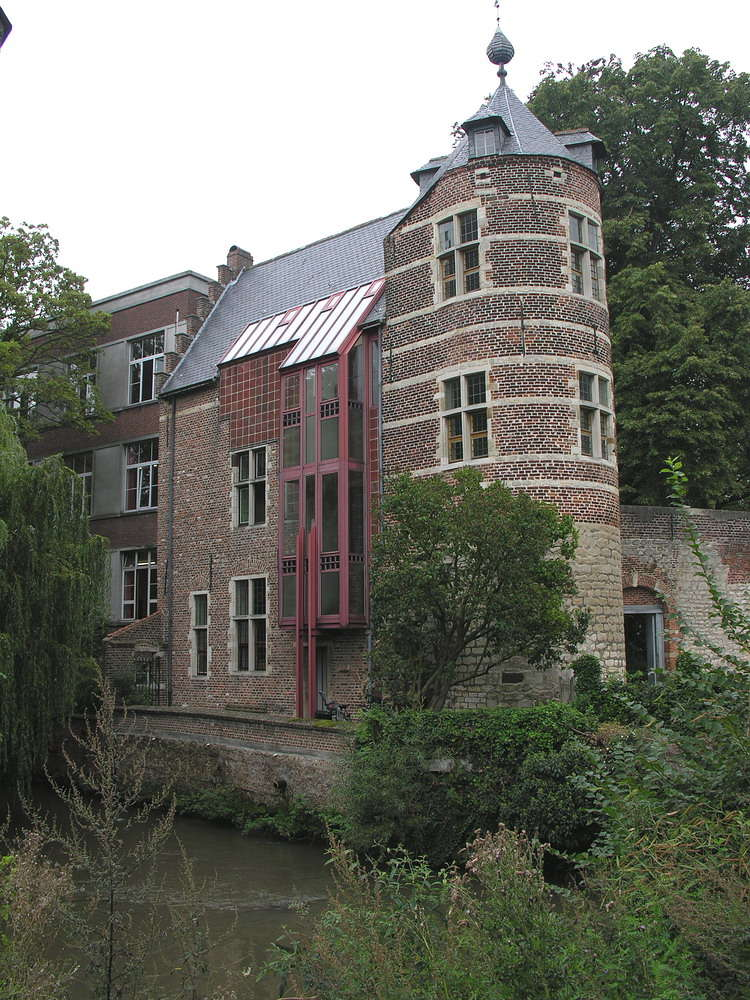
Janseniustoren

De waterpoorten van Leuven waren onderbrekingen van de ringmuren van het Belgische Leuven. Er waren waterpoorten op de oude, eerste ringmuur en op de latere, grote of tweede ringmuur van de stad.

## Eerste ringmuur (twaalfde eeuw)
De eerste ringmuur dateert van de twaalfde eeuw. Hij was op twee plaatsen onderbroken: daar waar de Dijle de stad binnen komt en daar waar ze uit de stad stroomt. Er stonden torens links en rechts van de Dijle, waar binnenvarende schepen tol moesten betalen.

### Stroomopwaarts de Dijle
Deze waterpoort bestond uit een bakstenen brug die nog beschreven werd tot het einde van de veertiende eeuw. De waterpoort was versterkt met twee watertorens. 
- Op de rechteroever van de Dijle stond er een toren in de tuin van de patriciërsfamilie Uiten Lieminghe. Aangezien dit patriciërshuis de bijnaam Mooie Onze-Lieve-Vrouw had, werd ook de sluis met die naam aangeduid. De toren had een U-vorm.[4] Diezelfde toren op de rechteroever liet professor Cornelius Jansenius in de zeventiende eeuw herbouwen tot zijn studieverblijf. De toren, sindsdien Janseniustoren genoemd, was eigendom van het Hollands College en behoort vandaag tot het Paridaensinstituut.[5]
- Op de linkeroever van de Dijle stond er een toren in de tuin van het latere Ursulinenklooster van de Minderbroedersstraat. De toren had een polygonale grondvorm. Links van deze toren groeven de Leuvenaars in de twaalfde eeuw een zijarm van de Dijle; dit wordt de Kleine Dijle genoemd. Deze zijarm volgde verder de oude ringmuur en vormde zo een extra natuurlijke verdediging van de stad. Op deze zijarm stond een sluisje, dat vandaag nog bestaat: het gaat om de beschermde Ursulinensluis.[6] Het sluisje had de bijnaam Sluis achter de tuin van Tongerlo, want het lag naast het refugiehuis van de abdij van Tongerlo in de Minderbroedersstraat. Later werd de toren eigendom van de Ursulinen. De toren heet vandaag Justus Lipsiustoren omwille van het nabije Justus Lipsiuscollege, gebouwd op het domein van de Ursulinen.[7] Er is geen relatie tussen het leven van Justus Lipsius en deze toren.

### Stroomafwaarts de Dijle
Deze waterpoort bevond zich naast de Sint-Geertruiabdij. De sluis over de Dijle had de naam Sint-Geertrusluis. Met de drooglegging van de Vismarkt - de middeleeuwse haven van Leuven - in de negentiende eeuw werd deze sluis afgebroken.

## Tweede ringmuur (veertiende eeuw)

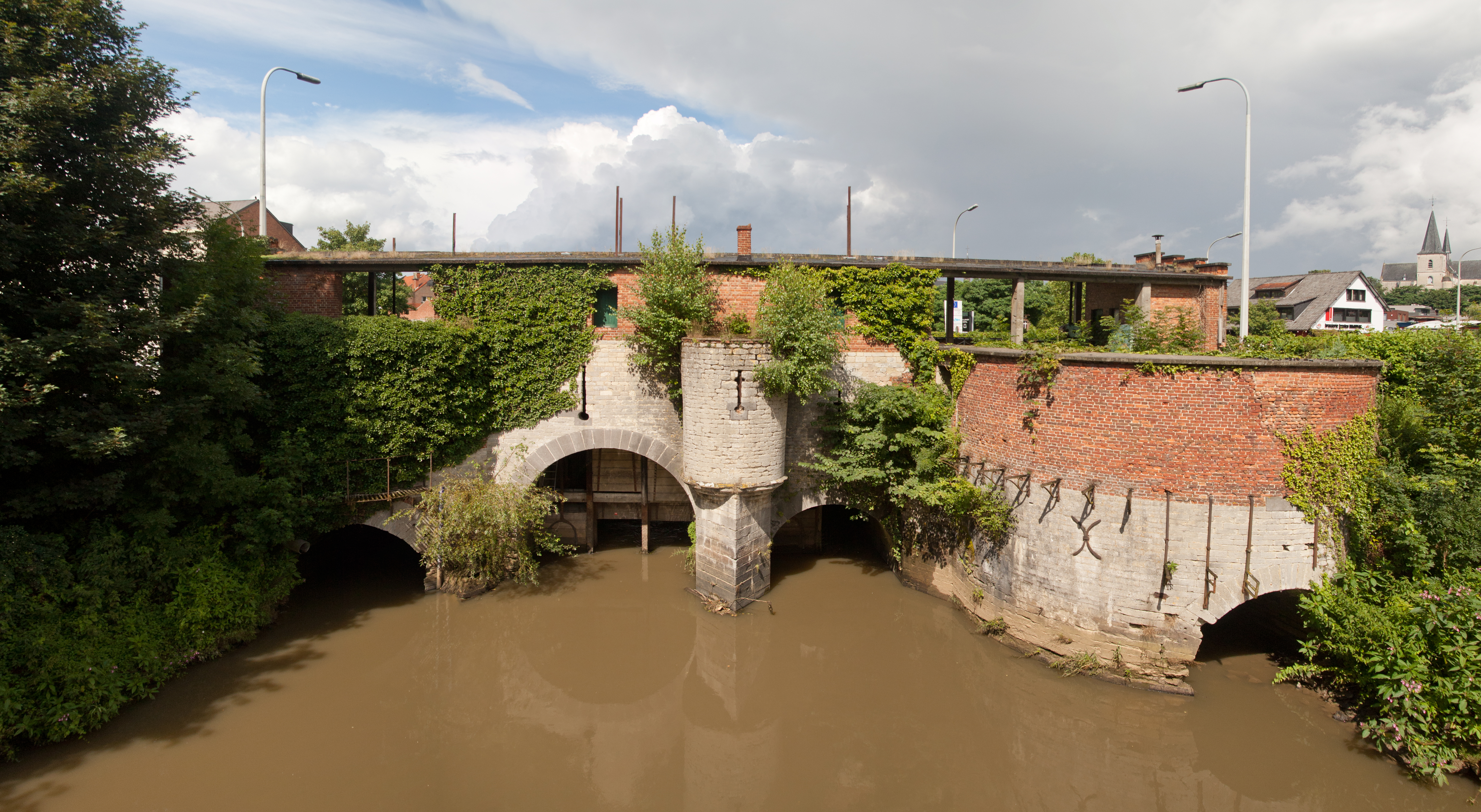
Grote Spui op de Dijle

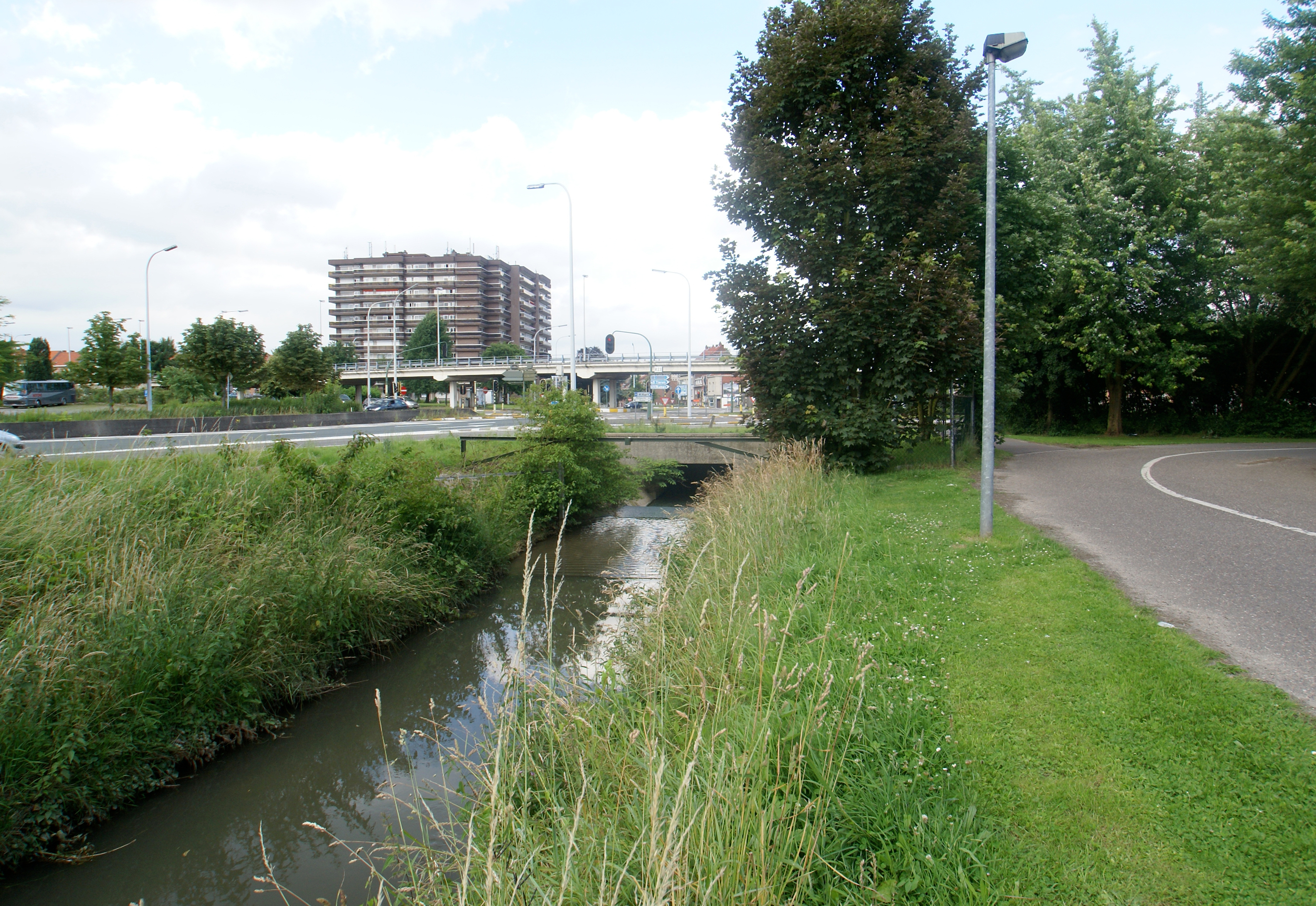
Plek waar de Voer Leuven binnen stroomt aan de voormalige Kleine Spui.

De volgende waterpoorten stonden stroomopwaarts de rivier - aan de zuidkant van Leuven - op de tweede ringmuur, gebouwd tijdens de veertiende eeuw. Waar de Dijle de stad verlaat, stond geen waterpoort.

### Grote Spui
Aan de Grote Spui kwam de Dijle Leuven binnen, doorheen de tweede ringmuur. Dit complex kon twee graanmolens doen draaien: de Volmolen en de Spuimolen. Restanten bestaan vandaag nog.

### Kleine Spui
De Voer doorkruiste de tweede ringmuur aan de Kleine Spui om nadien door Leuven te stromen, langs de weg genaamd Kapucijnenvoer. De Kleine Spui telde slechts een molen, de IJzermolen met een kleine ijzergieterij. Hiervan is niets bewaard: de locatie wordt nu ingenomen door Parking Bodart.